# La Voisin
La Voisin, nome con cui era comunemente conosciuta Catherine Deshayes vedova Montvoisin (Parigi, 1640 – Parigi, 22 febbraio 1680), è stata un'avventuriera francese.

## Biografia
Catherine Monvoisin, o Montvoisin, nata Deshayes, nota come "La Voisin" dal cognome del marito, era una merciaia francese, un'avvelenatrice e una presunta maga, uno dei principali personaggi dell'affare dei veleni, durante il regno di Luigi XIV.

Per le sue attività è stata sospettata di aver ucciso tra le 1000 e le 2500 persone nelle messe nere.

Catherine Deshayes era sposata con Antoine Monvoisin, un gioielliere con un negozio a Parigi sul Pont Marie. Dopo che il marito finì in bancarotta, La Voisin, per sostenere la sua famiglia, iniziò a praticare la chiromanzia e la fisiognomica. Si occupò anche di medicina, in particolare l'ostetricia, aiutando a fare aborti.

Quanto alla sua pratica della chiaroveggenza, diceva che sviluppava il talento che Dio le aveva dato. Aveva imparato l'arte della chiromanzia all'età di nove anni e, dopo che il marito si fu rovinato, decise di trarre profitto da queste sue conoscenze. Studiò i moderni metodi della fisiologia e della lettura del futuro delle persone leggendo i loro volti e mani.

Spese grosse somme per creare un ambiente che potesse rendere i clienti più inclini a credere nelle sue profezie. Per esempio acquistò un abito speciale di velluto rosso cremisi ricamato con aquile in oro per un prezzo di 1 500 sterline.

Nel 1665/66, la sua capacità di chiaroveggenza fu messa in dubbio dai sacerdoti della Congregazione della missione, ma La Voisin si difese con successo davanti ai professori dell'Università della Sorbona.
Durante il suo lavoro di veggente, notò le somiglianze tra i desideri dei suoi clienti riguardo al loro futuro: quasi tutti volevano avere qualcuno innamorato di loro, che qualcuno morisse in modo che potessero ereditare o che uno dei coniugi morisse in modo da poter sposare qualcun altro.
Inizialmente, diceva ai clienti che i loro desideri si sarebbero realizzati se questa era anche la volontà di Dio; in seguito raccomandava qualche azione che avrebbe realizzato i loro desideri, ad esempio visitare la chiesa di un particolare santo; poi iniziò a vendere amuleti e raccomandare pratiche magiche di vario genere. Le ossa dei rospi, i denti delle talpe, le cantaridi officinali, la limatura di ferro, il sangue umano e le mummie, o la polvere di resti umani, erano tra i presunti ingredienti delle polveri d'amore elaborate dalla Voisin.

In seguito cominciò a vendere afrodisiaci a coloro che desideravano che una persona si innamorasse di loro, e veleni per coloro che desideravano che qualcuno morisse.

La sua conoscenza dei veleni non era apparentemente così profonda quanto quella dei meno noti stregoni, o sarebbe difficile tenere conto dell'immunità di Louise de La Vallière.

L'arte dell'avvelenamento era diventata allora una scienza consolidata, essendo stata perfezionata, in parte, da Giulia Tofana, un'italiana avvelenatrice professionista, attiva solo qualche decennio prima della Voisin.
Organizzò messe nere ed ebbe una vasta rete di colleghi e assistenti, tra cui Adam Lesage, che svolgeva attività presumibilmente magiche; i sacerdoti Étienne Guibourg, e l'abate Mariotte, che officiava messe nere, e avvelenatori come Catherine Trianon.
La Voisin ebbe molti clienti tra l'aristocrazia e mise assieme una fortuna con la sua attività. Tra i suoi clienti noti c'erano Olimpia Mancini, contessa de Soissons; Maria Anna Mancini, duchessa de Bouillon; Elizabeth, contessa di Gramont ("la bella Hamilton"); François-Henri de Montmorency, duca di Luxembourg; la principessa Marie Louise Charlotte de Tingry; la marchesa Benigne d'Alluye; la contessa Claude Marie du Roure; il conte di Clermont-Lodéve; la contessa Jacqueline de Polignac; la duchessa Antoinette de Vivonne; il marchese Louis de Cessac; il marchese Antoine de Feuquieres e il maresciallo de la Ferthe.
La Voisin risiedeva a Villeneuve-sur-Gravois, dove riceveva i suoi clienti. Si occupava di loro durante il giorno e si divertiva organizzando feste notturne  nei suoi giardini, frequentate dalla migliore società parigina e con musica di violini. La casa comprendeva anche una fornace per bruciare i corpi dei neonati morti, i cui resti venivano poi sepolti nel giardino. Frequentava regolarmente le funzioni presso la chiesa dell'abate giansenista de Sant-Amour, preside dell'Università di Parigi, 
e la madrina di sua figlia era la nobile Roche-Guyon. 
Manteneva una famiglia di sei persone, tra cui la madre, e tra i suoi amanti c'erano il boia Andre Guillaume, Latour, il visconte de Cousserans, il conte di Labatie, l'alchimista Blessis, l'architetto Fauchet e il mago Adam Lesage.
A un certo punto, Adam Lesage cercò di indurla a uccidere sua moglie, ma si pentì del progetto e interruppe l'operazione.
La Voisin era interessata alla scienza e all'alchimia e finanziò numerosi progetti e imprese private, alcuni dei quali concepiti da artisti che avevano cercato di ingannarla. In privato, soffriva di alcolismo, era apparentemente maltrattata da Latour e si trovò in gravi conflitti con la sua rivale, l'avvelenatrice Marie Bosse.

### Rapporti con Madame de Montespan

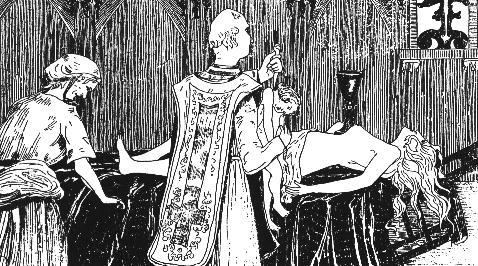
L'abate Étienne Guibourg celebra una messa nera sul corpo di Madame de Montespan in presenza della Voisin. (incisione di Henry de Malvost del 1895)

La più importante cliente della Voisin era Madame de Montespan, amante ufficiale del re Luigi XIV di Francia. Il loro contatto era spesso tenuto dalla dama di compagnia della Montespan, Claude de Vin des Œillets. Nel 1667, la Montespan ingaggiò La Voisin per organizzare una messa nera, che fu celebrata in una casa in Rue de la Tannerie. Adam Lesage e l'abate Mariotte officiarono, mentre la Montespan pregò per conquistare l'amore del re. Lo stesso anno la Montespan divenne l'amante ufficiale del re, e da allora impiegò La Voisin ogni volta che si verificava un problema nel suo rapporto con il re.
Nel 1673, quando l'interesse del re per la Montespan sembrava venir meno, la Montespan si rivolse ancora alla Voisin, che organizzò una serie di messe nere officiate da Étienne Guibourg. Almeno in un'occasione, la Montespan stessa partecipò come altare umano durante la messa. La Voisin fornì alla Montespan anche un afrodisiaco, con il quale la Montespan drogò il re. Durante la vicenda del Re con la Soubise, la Montespan usò un afrodisiaco fornito dal collega della Voisin Francoise Filastre e realizzato da Louis Galet in Normandia.
Nel 1677, la Montespan chiarì che se il re l'avesse abbandonata, lo avrebbe ucciso. Quando il re avviò una relazione con Angélique de Fontanges nel 1679, la Montespan si rivolse alla Voisin e le chiese che fossero uccisi sia il re sia la Fontanges. La Voisin esitò, ma alla fine fu convinta ad accettare. Nella casa della sua collega, Catherine Trianon, La Voisin progettò un piano per uccidere il re insieme agli avvelenatori Catherine Trianon, Bertrand e Romani; quest'ultimo era fidanzato con sua figlia. La Trianon non voleva partecipare e tentò di farla desistere, immaginando un epilogo drammatico, ma la Voisin si rifiutò di cambiare idea. Il gruppo decise di uccidere il re avvelenando una petizione, da consegnare nelle sue mani.
Il 5 marzo 1679, La Voisin visitò la corte reale a Saint-Germain per consegnare la petizione. Quel giorno però c'erano troppi richiedenti e il re non prese in mano le loro petizioni, cosa che mandò all'aria il suo piano. Al suo ritorno alla sua casa a Parigi, fu giudicata severamente da un gruppo di monaci. Diede la petizione a sua figlia e le chiese di bruciarla, cosa che lei fece. Il giorno successivo, pensò di visitare Catherine Trianon dopo la messa, per pianificare il prossimo tentativo di omicidio di Luigi XIV.

### Indagine ed esecuzione
La morte della cognata del re, la duchessa d'Orléans, era stata erroneamente attribuita a veleno e ai crimini di Madame de Brinvilliers (avvenuti nel 1676) e i suoi complici erano ancora freschi nella mente pubblica. Parallelamente, nacque un tumulto in cui la gente accusava delle streghe di rapimento di bambini per le messe nere e i sacerdoti riferirono che un numero crescente di persone stava riportando avvelenamenti nelle proprie confessioni.
Nel 1677 la chiromante Magdelaine de La Grange (o Magdeleine de La Grange) fu arrestata per aver avvelenato una persona e sostenne di avere informazioni su crimini di grande importanza. L'arresto delle veggenti e avvelenatrici Marie Bosse e Marie Vigoreux nel gennaio 1679 rendeva la polizia consapevole che esisteva a Parigi una rete di veggenti che si occupavano della distribuzione del veleno.
Il 12 marzo 1679, La Voisin fu arrestata fuori della chiesa di Notre-Dame de Bonne-Nouvelle dopo che aveva sentito la messa, proprio prima che incontrasse Catherine Trianon. Nell'aprile successivo una commissione incaricata di indagare sull'argomento e di perseguire i criminali si riuniva per la prima volta. I suoi atti, inclusi quelli soppressi nei registri ufficiali, sono conservati nelle note di uno dei cronisti ufficiali di corte, Gabriel Nicolas de la Reynie.
All'arresto della Voisin, la sua domestica Margot dichiarò che ciò avrebbe significato la fine per diverse persone a tutti i livelli della società. L'arresto della Voisin fu seguito da quello di sua figlia Marguerite Monvoisin, Guibourg, Lesage, Bertrand, Romain e il resto della sua rete di collaboratori. La Voisin fu imprigionata a Vincennes, dove fu sottoposta a interrogatori. Il 27 dicembre 1679, Luigi XIV emanò un ordine affinché l'intera rete venisse sterminata con tutti i metodi indipendentemente dal rango, dal sesso o dall'età.
La Voisin confessò i crimini di cui era stata accusata e descrisse lo sviluppo della sua carriera. Non fu mai sottoposta a tortura: venne emesso un ordine formale che dava il permesso all'uso della tortura, ma fu chiarito che l'ordine non doveva essere messo in atto e di conseguenza non fu mai messo in pratica: si temeva che La Voisin avrebbe potuto rivelare i nomi di persone influenti se fosse stata interrogata sotto tortura. La Voisin non citò mai i nomi di nessuno dei suoi clienti durante gli interrogatori. Una volta raccontò alle guardie che la questione che temeva di più era che le avrebbero chiesto informazioni sulle sue visite alla corte reale. È probabile che si riferisse alla Montespan come sua cliente e al suo tentativo di assassinare il re e che temeva che una tale confessione avrebbe portato alla sua esecuzione per tentato regicidio. La sua lista di clienti, l'organizzazione delle messe nere, il suo rapporto con la Montespan e il tentativo di uccisione del re furono rivelati solo dopo la sua morte, quando furono narrati dalla figlia e confermati da testimonianze incontaminate di altri accusati.

La Voisin fu condannata per stregoneria e bruciata in pubblico sulla Place de Grève di Parigi (ora Place de l'Hôtel-de-Ville) il 22 febbraio 1680. Nel mese di luglio, sua figlia Marguerite Monvoisin rivelò la sua connessione con la Montespan, confermata dalle dichiarazioni degli altri accusati. Ciò indusse il re a chiudere l'inchiesta, sigillare le testimonianze e mettere i rimanenti accusati al di fuori del sistema pubblico di giustizia imprigionandoli con una Lettre de cachet.

## La Voisin nella letteratura
La Voisin e la sua organizzazione sono stati descritti in diverse opere letterarie:
- W. Branch Johnson: L'età dell'arsenico. È un resoconto della vita, del processo e dell'esecuzione di Catherine Montvoisin, conosciuta come La Voisin, e dei suoi spregevoli collaboratori e clienti creduloni sia di alto livello che di basso rango: insieme alla relazione dei loro vari affari di veleni, aborti e messe nere o sataniche, con altri dettagli riguardanti vari modi e abitudini del tempo e con pochi moralismi su di essi: il tutto compresa la vicenda curiosa e importante sul regno del re Luigi XIV di Francia (1932)
- Brad Stieger: The Hypnotist (1979)
- Judith Merkle Riley: The Oracle Glass (1994)
- Anne en Serge Golon: Angélique en de koning
- La parte di La Voisin nel film Marquise del 1997 è stata interpretata da Anémone (vero nome Anne Bourguignon).
- ボ ア ザ ン (Boazan), di Takatoo Rui, è un manga parzialmente basato sulla vicenda della Voisin.[16]